# 博尔扎诺维琴蒂诺
博尔扎诺维琴蒂诺（義大利語：Bolzano Vicentino），是意大利威尼托大区维琴察省的一个市镇。总面积19.96平方公里，人口6467人，人口密度324.0人/平方公里（2009年）。国家统计（ISTAT）代码为024013。